# Herz-Jesu-Krankenhaus Fulda
Das Herz-Jesu-Krankenhaus Fulda ist ein Krankenhaus in Fulda. Die Herz-Jesu-Krankenhaus Fulda gGmbH ist ein Unternehmen der St. Vinzenz gGmbH Fulda, deren einziger Gesellschafter das Haus der Barmherzigen Schwestern vom hl. Vinzenz von Paul (KdöR) in Fulda ist. Die St. Vinzenz gGmbh Fulda ist der größte katholische Träger von Krankenhäusern in Hessen.
Im Verbund mit mehreren anderen Unternehmen und Organisationen, unter anderem der Stadt Fulda, dem Einzelhändler tegut und der Spedition Zufall wird seit 2011 unweit des Krankenhausgeländes eine Kindertagesstätte betrieben.

## Lage und Beschreibung

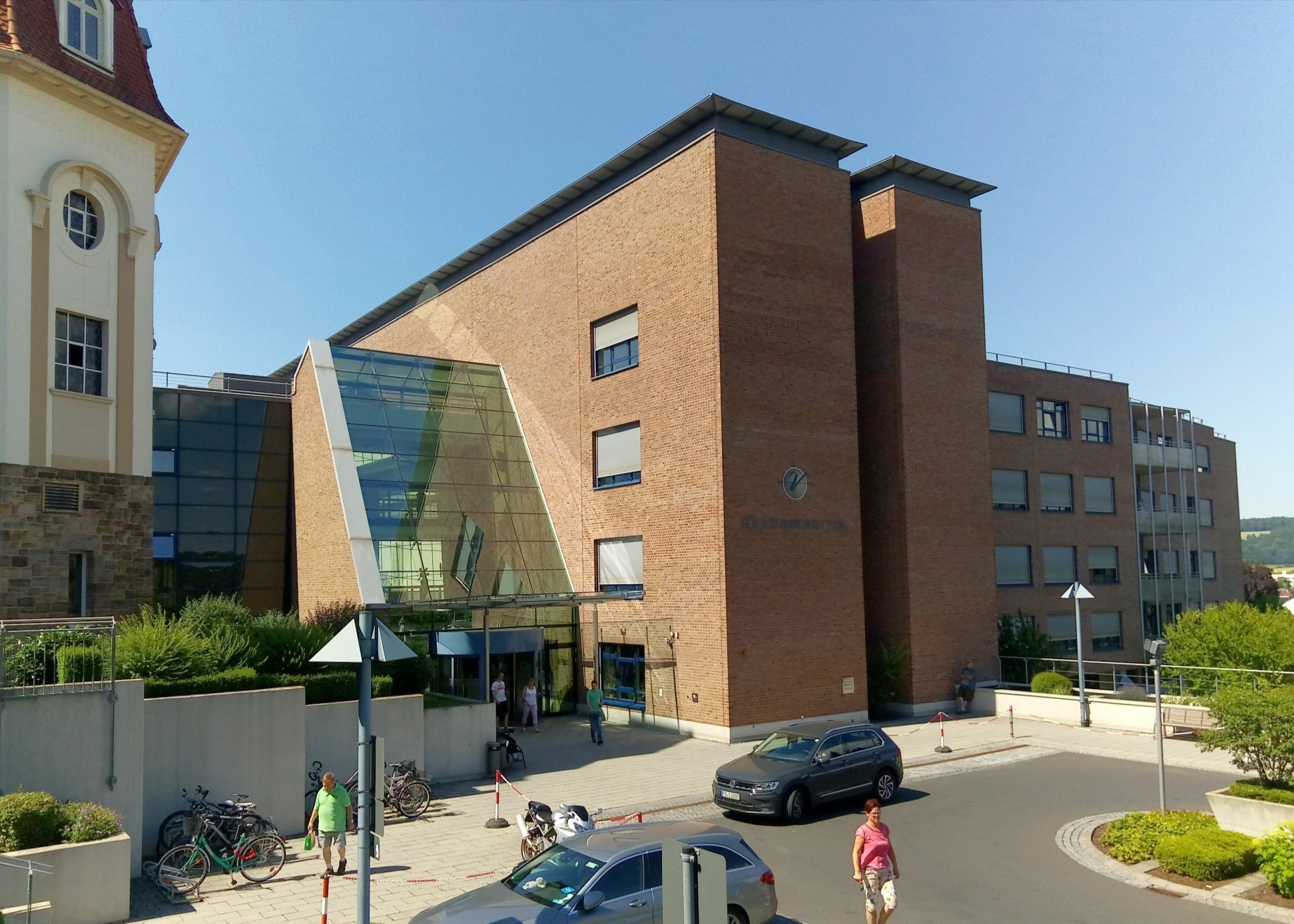
Haupteingang des Herz-Jesu-Krankenhauses in Fulda

Das Herz-Jesu-Krankenhaus Fulda befindet sich nördlich des Fuldaer Stadtzentrums, östlich eines Hügels, auf welchem sich das Franziskanerkloster Frauenberg befindet. Auf dieser ebenfalls Frauenberg genannten Erhebung befindet sich ein Wohngebiet mit einem großen Bestand alter Gebäude aus der Zeit um 1900. Rund um die Klosteranlage befindet sich eine weitläufige, parkähnliche Anlage. Im Anschluss daran befindet sich nördlich des Krankenhauses der städtische Friedhof Frauenberg. In östlicher Richtung erstreckt sich das Krankenhausgelände bis an die Bahnstrecke Gießen–Fulda, welche eine eingleisige Verbindung zwischen Fulda und Gießen herstellt. Südlich des Krankenhausareals verläuft der Gerloser Weg, in Richtung des Stadtzentrums wird das Gelände durch die westlich verlaufende Buttlarstraße begrenzt, zu welcher das Haus auch seitens seiner Adresse gehört.

## Geschichte

### 1911–1937:Krüppelheimder Barmherzigen Brüder
Die Barmherzigen Brüder aus Montabaur planten den Bau eines „Krüppelheimes“, für welches am 23. Juli 1911 – dem Herz-Jesu-Fest – die Grundsteinlegung erfolgte. Der Hauptzweck des im folgenden Jahr am 17. Oktober 1912 feierlich eröffneten Herz-Jesu-Heimes war die Betreuung körperbehinderter junger Männer. Sie sollten in dieser Einrichtung körperlich und beruflich gebildet werden und erhielten hier zumeist eine Ausbildung und Unterkunft. Anfangs für die Betreuung von 95 Patienten konzipiert, entwickelte sich das Herz-Jesu-Heim rasch weiter. Bereits im Jahr 1915 kam es zu einer ersten Erweiterung der Gebäudesubstanz. Das Heim wurde um ein Werkstattgebäude ergänzt, welches bis zu 150 Pfleglingen das Arbeiten in diversen handwerklichen Disziplinen ermöglichte. So gab es in dieser Zeit die Möglichkeit als Korbflechter oder Schuster tätig zu werden. Mit dem Beginn des Ersten Weltkrieges kam es zu einer zusätzlichen Belegung des Hauses durch Verletzte des Krieges. Erst im Jahr 1920 konnten die letzten Kriegsversehrten entlassen werden. Daraufhin entwickelte sich das Haus zu einem Genesungsort für Lungenkranke. In den Folgejahren entschloss sich die Generalleitung der Barmherzigen Brüder dazu, das Herz-Jesu-Heim in ein allgemeines Krankenhaus für Männer umzuwandeln. Zum 1. Juli 1932 wurde diese Umwandlung schließlich durchgeführt. Nach der „Machtübernahme“ durch die Nationalsozialisten konnten die Barmherzigen Brüder ihre Arbeit noch bis ins Jahr 1937 fortführen, bevor sie von den Machthabern als Verbrecher bezeichnet und zu Zuchthausstrafen verurteilt wurden oder anderweitig Fulda verließen.

### 1937–1945: Zeit des Nationalsozialismus
Die so entstandene Lücke wurde in der Folge durch die Barmherzigen Schwestern vom heiligen Vinzenz von Paul ausgefüllt, welche das Haus jedoch nur kurz führten. Nachdem 1938 auf den Befehl des Gauleiters von Kurhessen, Karl Weinrich, sämtlichen Ärzten verboten wurde, Patienten in das Herz-Jesu-Krankenhaus einzuweisen, wurde das Haus im Dezember 1938 durch die Stadt Fulda für 380.000 Reichsmark von der Caritas-Vereinigung in Montabaur erworben. Nach der Übernahme durch die Stadt und der vorübergehenden Bezeichnung als Elisabeth-Krankenhaus erhielt die Einrichtung im Jahr 1939 den Namen Günther-Groenhoff-Krankenhaus, benannt nach dem im Jahre 1932 auf der Wasserkuppe verunglückten Segelflugpionier Günther Groenhoff. Diese Umbenennung sollte wohl jeden Hinweis auf die christlichen Wurzeln des Hauses entfernen. Zu dieser Zeit wurde das Krankenhaus auch hauptsächlich für militärische Zwecke genutzt, es diente als Reservelazarett.

### 1945–2001: Entwicklung nach dem Krieg
Nachdem die Amerikaner am 2. April 1945 Fulda eingenommen hatten und sich damit die politischen Verhältnisse änderten, wurde das Haus erneut umbenannt und erhielt nun wieder die Bezeichnung Herz-Jesu-Krankenhaus. Im März 1953 wurde die Trägerschaft des Hauses an die Barmherzigen Brüder zurückübertragen, welche sich jedoch dazu entschlossen, das Krankenhaus langfristig an das Fuldaer Mutterhaus der Barmherzigen Schwestern zu verpachten. Im Zuge dessen wurde die Trägerschaft des Hauses an den Landkreis Fulda übertragen. Zum 2. April 1953 übernahmen die Barmherzigen Schwestern nun mittels eines langfristigen Nießbrauchvertrages erneut die Leitung. Da es zu dieser Zeit einen Mangel an Krankenhausplätzen gab, wurde das Haus bis 1955 von ehemals 110 auf 300 Betten erweitert.

### Seit 2001: Umfangreiche bauliche Veränderungen
2001 begann für das Herz-Jesu-Krankenhaus eine Zeit umfangreicher Neu- und Erweiterungsbauten, von denen der erste Abschnitt im Jahr 2005 bezugsfertig war und eingeweiht wurde. Der zweite Erweiterungsbau wurde im Jahr 2009 seiner Bestimmung übergeben. Im Zuge dessen wurde auch die zwischenzeitlich renovierte Marienkapelle des Krankenhauses erneut gesegnet. Aktuell ist das Herz-Jesu-Krankenhaus ein Haus der Grund- und Regelversorgung, das mit etwa 750 Mitarbeitern und 320 Planbetten jährlich circa 30.000 Patienten im ambulanten und stationären Bereich versorgt.
2002 wurde am Herz-Jesu-Krankenhaus die zweite Babyklappe Hessens eröffnet; die erste wurde bereits ein Jahr zuvor am St. Vinzenz-Krankenhaus Hanau in Betrieb genommen.

## Einrichtung
Auf dem Hauptgelände des Krankenhauses befinden sich alle Fachabteilungen des Krankenhauses, jedoch gibt es für den Bereich der Kinder- und Jugendpsychiatrie auch zwei Außenstellen. 
Zu den Fachbereichen zählen: 
- Allgemeine Innere Medizin
- Gastroenterologie, Hepatologie und Diabetologie
- Allgemein- und Viszeralchirurgie, minimal-invasive Chirurgie
- Anästhesie, postoperative Intensiv- und Schmerztherapie
- Geriatrische Innere Medizin und Rheumatologie
- Gynäkologie und Geburtshilfe
- Kinder- und Jugendpsychiatrie, Psychosomatik und Psychotherapie
- Orthopädie, Unfallchirurgie und Sportmedizin
- Diagnostische und interventionelle Radiologie
- Wirbelsäulenchirurgie

Die Kinder- und Jugendpsychiatrie übernimmt die Pflichtversorgung für die Landkreise Fulda und Hersfeld-Rotenburg sowie den östlichen Main-Kinzig-Kreis (ehemaliger Landkreis Schlüchtern).
Bis 2017 befand sich eine Tagesklinik der Kinder- und Jugendpsychiatrie, Psychosomatik und Psychotherapie für die Betreuung von Kindern und Jugendlichen am Aschenberg. Die so genannte „Pöschelklinik“ ist eine ehemalige Privatklinik, welche vom Klinikum Fulda angemietet wurde. Seit dato verfügt die Abteilung für Kinder- und Jugendpsychiatrie, Psychosomatik und Psychotherapie am Standort des Herz-Jesu-Krankenhauses Fulda über eine Institutsambulanz, eine Tagesklinik, offen geführte allgemeinpsychiatrische Stationen für Kinder und Jugendliche sowie eine geschlossen geführte Akutaufnahmestation. 
Weiterhin befindet sich in Bad Hersfeld eine Außenstelle der Kinder- und Jugendpsychiatrie des Herz-Jesu-Krankenhauses Fulda im ehemaligen Krankenhaus St. Elisabeth Bad Hersfeld, welche zuvor als eigenständiges Haus im St. Vinzenz Krankenhausverbund geführt, in der Folge jedoch geschlossen und umgenutzt wurde.

## Belege
1. ↑  Gesellschafter. St. Vinzenz Krankenhaus gGmbH; abgerufen am 21. Oktober 2017.
2. ↑  Impressum. Website der Kita dreikäsehoch, abgerufen am 21. Oktober 2017.
3. ↑  Dreikäsehoch. Osthessen-News.de, 18. Juli 2011; abgerufen am 21. Oktober 2017.
4. ↑  Spatenstich zum Neubau der Kita Dreikäsehoch in der Mackenrodtstraße. FuldaerZeitung.de, 18. Juli 2013; abgerufen am 21. Oktober 2017.
5. 1 2  Einblicke in 100 bewegte Jahre. Webseite des Herz-Jesu-Krankenhauses, veröffentlicht am 22. März 2012; abgerufen am 21. Oktober 2017.
6. 1 2 3  Matthias Färber: 100 Jahre Herz-Jesu-Krankenhaus, In: Einblicke - Informationen für Mitarbeiterinnen und Mitarbeiter, Interessierte sowie Freunde des Herz-Jesu-Krankenhaus Fulda gGmbH, Ausgabe 1/2012, S. 2.
7. ↑  Geschichtliches. Webseite des Herz-Jesu-Krankenhauses; abgerufen am 21. Oktober 2017.
8. ↑  Zweite „Babyklappe“ Hessens jetzt am Herz-Jesu-Krankenhaus. Osthessen-News.de, 23. April 2002; abgerufen am 21. Oktober 2017.
9. ↑  Babyklappen blieben hessenweit 2011 leer. Frankfurter Allgemeine Zeitung - FAZ.NET, 24. Januar 2012; abgerufen am 21. Oktober 2017.
10. ↑  Qualitätsbericht 2006 – Klinikum Fulda, S. 149 (Memento vom 16. April 2016 im Internet Archive). Website des Klinikums Fulda; abgerufen am 21. Oktober 2017.
11. ↑   Vertrag „HJK“ und KLINIKUM: neue Tagesklinik für Kinder- und Jugendpsychiatrie . Osthessen-News.de, 12. Juni 2006; abgerufen am 21. Oktober 2017.